# Championnat de Nouvelle-Zélande de football 2005-2006
Navigation
Saison précédente Saison suivante
La saison 2005-2006 du Championnat de Nouvelle-Zélande de football est la trente-septième édition du championnat de première division en Nouvelle-Zélande et la 2e édition du New Zealand Football Championship. La NZFC regroupe huit clubs du pays au sein d'une poule unique, où ils s'affrontent trois fois au cours de la saison. À la fin de la compétition, les cinq premiers du classement disputent la phase finale pour le titre. Le championnat fonctionne avec un système de franchises, comme en Australie ou en Major League Soccer ; il n'y a donc ni promotion, ni relégation en fin de saison.
C'est le club d'Auckland City FC, tenant du titre, qui remporte la compétition après avoir battu lors de la finale nationale Canterbury United. Auckland City avait également terminé en tête du classement à l'issue de la saison régulière. C'est le deuxième titre de champion de Nouvelle-Zélande de l'histoire du club, qui se qualifie du même coup pour la prochaine Ligue des champions de l'OFC 2007.

## Les clubs participants
| - Auckland City FC - Waitakere United - Team Wellington - Canterbury United | - Hawke's Bay United - Otago United - YoungHeart Manawatu - Waikato FC |

## Compétition

### Première phase

#### Classement
Le barème utilisé pour établir le classement est le suivant :
- Victoire : 3 points
- Match nul : 1 point
- Défaite : 0 point

| Rang | Équipe              | Pts | J  | G  | N | P  | Bp | Bc | Diff |
| ---- | ------------------- | --- | -- | -- | - | -- | -- | -- | ---- |
| 1    | Auckland City FC T  | 48  | 21 | 16 | 0 | 5  | 63 | 28 | +35  |
| 2    | YoungHeart Manawatu | 46  | 21 | 14 | 4 | 3  | 50 | 29 | +21  |
| 3    | Canterbury United   | 41  | 21 | 13 | 2 | 6  | 36 | 22 | +14  |
| 4    | Team Wellington     | 28  | 21 | 8  | 4 | 9  | 43 | 53 | -10  |
| 5    | Otago United        | 27  | 21 | 7  | 6 | 8  | 27 | 25 | +2   |
| 6    | Waitakere United    | 22  | 21 | 6  | 4 | 11 | 38 | 41 | -3   |
| 7    | Waikato FC          | 22  | 21 | 6  | 4 | 11 | 31 | 44 | -13  |
| 8    | Hawke's Bay United  | 5   | 21 | 1  | 2 | 18 | 17 | 63 | -46  |

| Légende | Légende                                                              |
| ------- | -------------------------------------------------------------------- |
|         | Équipe qualifiée automatiquement pour le deuxième tour des play-offs |
|         | Équipe qualifiée pour les play-offs                                  |
|         | T : Tenant du titre                                                  |

### Phase finale

#### Tableau
|          | Premier tour | Premier tour                    | Premier tour |                                                                                                |  | Deuxième tour | Deuxième tour       | Deuxième tour |  |  | Demi-finale       | Demi-finale   |  |  | Finale            | Finale        |
|          |              |                                 |              |                                                                                                |  |               |                     |               |  |  |                   |               |  |  |                   |               |
|          |              |                                 |              |                                                                                                |  |               | 8 avril 2006        |               |  |  |                   |               |  |  |                   |               |
|          |              |                                 |              |                                                                                                |  | 1             | Auckland City FC    | 3             |  |  |                   |               |  |  |                   |               |
|          |              |                                 |              |                                                                                                |  |               | Canterbury United   | 0             |  |  |                   |               |  |  | 22 avril 2006     | 22 avril 2006 |
|          |              |                                 |              |                                                                                                |  |               |                     |               |  |  |                   |               |  |  | Auckland City FC  | 3 (4)         |
|          |              | 2 avril 2006                    | 2 avril 2006 |                                                                                                |  |               |                     |               |  |  | 15 avril 2006     | 15 avril 2006 |  |  | Canterbury United | 3 (3)         |
|          | 2            | YoungHeart Manawatu             | 0 (4)        |                                                                                                |  |               |                     |               |  |  | Canterbury United | 2             |  |  |                   |               |
|          | 3            | Canterbury United               | 0 (5)        |                                                                                                |  |               | 9 avril 2006        | 9 avril 2006  |  |  | Team Wellington   | 1             |  |  |                   |               |
|          |              |                                 |              |                                                                                                |  |               | YoungHeart Manawatu | 2             |  |  |                   |               |  |  |                   |               |
|          |              | 2 avril 2006                    | 2 avril 2006 |                                                                                                |  |               | Team Wellington     | 3             |  |  |                   |               |  |  |                   |               |
|          | 4            | Team Wellington                 | 2 (4)        |                                                                                                |  |               |                     |               |  |  |                   |               |  |  |                   |               |
|          | 5            | Otago United                    | 2 (1)        |                                                                                                |  |               |                     |               |  |  |                   |               |  |  |                   |               |
|          |              |                                 |              | \| Légende: \| \| Progression de l'équipe défaite \| \| Progression de l'équipe victorieuse \| |  |               |                     |               |  |  |                   |               |  |  |                   |               |
| Légende: |              | Progression de l'équipe défaite |              | Progression de l'équipe victorieuse                                                            |  |               |                     |               |  |  |                   |               |  |  |                   |               |

#### Premier tour
| Équipe 1            | Résultat      | Équipe 2          |
| ------------------- | ------------- | ----------------- |
| YoungHeart Manawatu | 0 - 0 4-5 tab | Canterbury United |
| Team Wellington     | 2 - 2 4-1 tab | Otago United      |

#### Deuxième tour
| Équipe 1            | Résultat | Équipe 2          |
| ------------------- | -------- | ----------------- |
| YoungHeart Manawatu | 2 - 3    | Team Wellington   |
| Auckland City FC    | 3 - 0    | Canterbury United |

#### Demi-finales
| Équipe 1          | Résultat | Équipe 2        |
| ----------------- | -------- | --------------- |
| Canterbury United | 2 - 1    | Team Wellington |

#### Finale
| Équipe 1         | Résultat      | Équipe 2          |
| ---------------- | ------------- | ----------------- |
| Auckland City FC | 3 - 3 4-3 tab | Canterbury United |

## Bilan de la saison
| Championnat de Nouvelle-Zélande de football 2005-2006 |                             |
| Champion                                              | Auckland City FC (2e titre) |
| Qualifications continentales                          |                             |
| Ligue des champions de l'OFC 2007                     | Auckland City FC            |